# Concattedrale di Sant’Eustachio

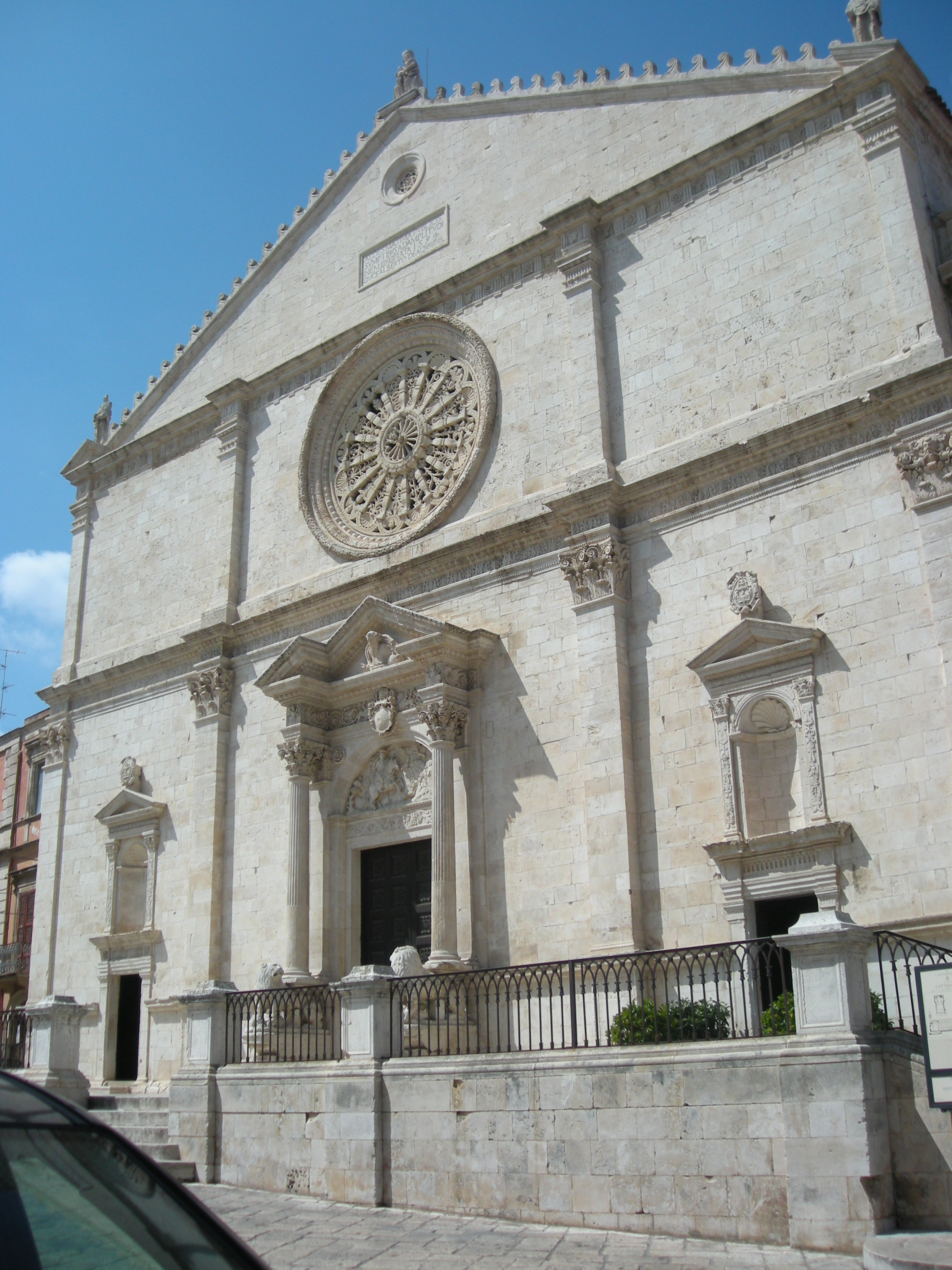
Fassade

Die Concattedrale di Sant’Eustachio (deutsch: Konkathedrale Sankt Eustachius) ist die Hauptkirche von Acquaviva delle Fonti, einer Gemeinde der Metropolitanstadt Bari in Apulien. Sie ist eine der Konkathedralen des Bistums Altamura-Gravina-Acquaviva delle Fonti.

## Geschichte
Die romanische Kirche wurde 1158 auf den Ruinen eines ehemaligen Messapientempels errichtet. Stifter war der normannische Feudalherr Roberto Gurguglione. Im 16. Jahrhundert wurde der Bau im Stil der Renaissance umgestaltet. Ursprünglich war die Kirche Mariä Himmelfahrt geweiht. 1623 erhielt sie durch Ascanio Gesualdo, den Erzbischof von Bari und Canosa das Patrozinium des heiligen Eustachius.
Wegen des schlechten baulichen Zustandes und auf Grund des Bevölkerungswachstums wurde die Kirche ab 1529 erweitert, als Giovanni Antonio Donato Acquaviva Feudalherr wurde. Sie wurde während der Regierung von Alberto Acquaviva ab 1594 zum Gottesdienst genutzt.
Die Kirche hatte seit ihrer Gründung den Beinamen palatina, das heißt dem König/dem Palast gehörig (vom lateinischen palatium, dt.: „Pfalz“). Die Palatina-Kirchen unterstanden dem jeweiligen weltlichen Herrscher, waren daher von der Kirche unabhängig, die üblicherweise die Priester einsetzte. In Apulien gibt es drei weitere Palatina-Kirchen: die Kathedrale der Heiligen Maria Assunta in Altamura, die Basilika San Nicola in Bari und die Wallfahrtskirche San Michele Arcangelo in Monte Sant’Angelo.
Die Krypta der Kirche wurde ab 2014 umfassend restauriert und ist seit 2015 wieder geöffnet.

## Architektur und Ausstattung
Die dreischiffige Kirche ist aus Kalkstein auf dem Grundriss eines Lateinischen Kreuzes errichtet. Die Hauptfassade ist in den Formen der Renaissance mit fein behauenen Kalksteinen verkleidet. Die Fassade des Querschiffs, die von dem Campanile flankiert wird, weist noch die ursprünglichen Bauformen der normannischen Romanik auf.

### Fassade
Die Fassade wird horizontal durch Gesimse aus dunklem Stein in zwei Zonen und orthogonal durch flache Pilaster mit korinthischen bzw. dorischen Kapitellen gegliedert und durch einen Dreiecksgiebel abgeschlossen.
In der unteren Zone öffnen sich drei Portale, wobei das zentrale Rundbogenportal durch eine aufwendige ädikulaartige Umrahmung mit durch Löwen gestützten Säulen und einem verkröpften Giebel betont wird. In der Lünette befindet sich ein Relief mit einer Darstellung des Hl. Eustachius zu Pferd.
Die beiden schlichteren Seitenportale werden jeweils durch hohe Rundbogennischen bekrönt, die ebenfalls durch Ädikulä mit flachen Pilastern und Dreiecksgiebeln gerahmt sind.
In der Zone oberhalb des Hauptportals befindet sich eine mit fein ausgearbeiteten floralen Ornamenten skulptierte Fensterrose, untergliedert mit 16 Radien und einem Kranz von Jakobsmuscheln und Cherubimköpfchen.
Der Giebel ist mit einem feingliedrigen, skulptierten Fries dekoriert, mit einer Madonnenfigur auf der Spitze, die an den beiden Enden des Giebels von Heiligenfiguren flankiert wird. Unter einer weiteren, kleinen Fensterrose erinnert eine Tafel mit der Inschrift AEDES MAXIMA PUBLICIS / SUMPTIBUS AD AMPLITUDIN / EM EXCITATA 1594 + / DUCE ALBERTO DE AQUAVIVAE an den Stifter der Kirche, Alberto de Aquaviva.

### Innenraum
Sant’Eustachio ist eine dreischiffige Kreuzbasilika mit Obergaden und Kreuzgewölbe. Die Gewölbe sind vollständig nach dem Geschmack des 19. Jahrhunderts, als die Kirche umfassend restauriert wurde, ausgemalt worden. Die Arkaden, die das Hauptschiff von den Seitenschiffen abgrenzen, werden durch kräftige, farbig gefasste Pfeiler gestützt, denen Halbsäulen vorgestellt sind.
Die Orgel auf der Empore der Westseite ist eine Stiftung des Bischofs Tommaso Cirielli (1836–1908).

### Krypta

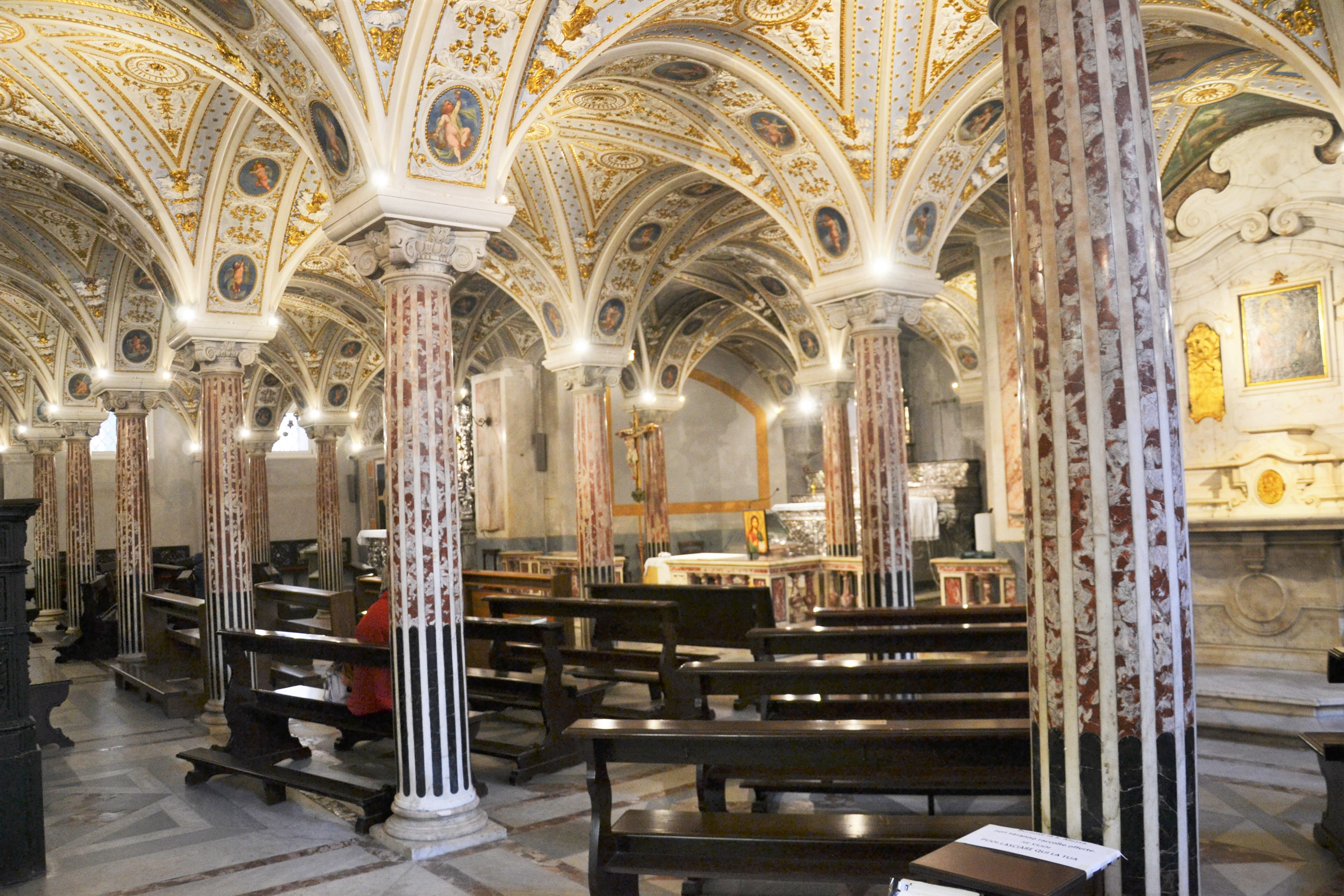
Krypta

Die Krypta hat den Grundriss eines Parallelogramms. Das Kreuzgewölbe der Krypta wird von 14 ionischen Säulen aus farbigem Marmor gestützt. Gurtbögen und Zwickel des Gewölbes sind mit Grotesken und Medaillons mit Putten auf blauem Grund dekoriert. Die Krypta ist mit drei Altären ausgestattet: Das Altarbild des ersten Altars ist eine Darstellung des Heiligen Eustachius. Die Marmorskulpturen, die das Bild flankieren, zeigen König Theopist auf der einen und dessen Kinder Theopisto und Agapio auf der anderen Seite, alle Personen aus der legendären Geschichte des Heiligen.

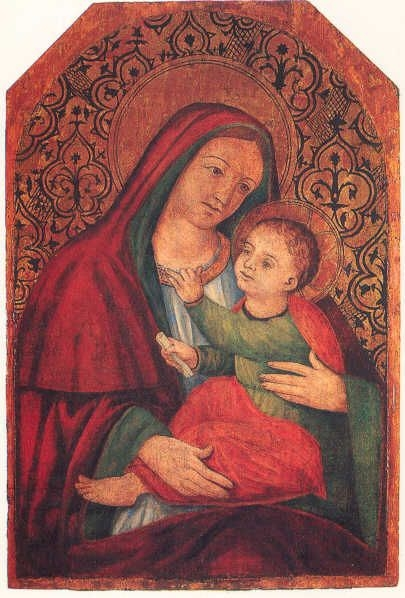
Francesco Palvisino (zugeschrieben): Madonna von Konstantinopel

Der mittlere Altar von 1693 ist dem Altarsakrament gewidmet. Das dreiteilige Antependium des Altars ist aus Silber und aufwendig mit floralen Ornamenten ausgestattet. Das mittlere der drei Felder zeigt eine Monstranz, die von zwei betenden Engeln flankiert wird.
Der Altaraufsatz selbst ist ebenfalls aus Silber gestaltet. Er besteht aus einer tempelartigen mit einer Kuppel bekrönten Architektur, die auf einem langgezogenen Fundament ruht, das ebenfalls üppig dekoriert ist. In der Rundbogennische des Altaraufsatzes befindet sich ein Relief des auferstandenen Christus in einer Mandorla.
Der dritte Altar von 1753 ist der Madonna von Konstantinopel geweiht. Das Altarbild der Madonna wird Francesco Palvisino da Putignano zugeschrieben.
Es ist in einen aufwendig gestalteten Rahmen aus Silberblech gefasst, der im 17./18. Jahrhundert von den neapolitanischen Gold- und Silberschmieden Biagio Guariniello (1670–1710) und Andrea De Blasio angefertigt wurde. Die Madonna und der Jesusknabe tragen beide goldene Kronen.

## Orgel
Auf der Empore an der Eingangsfassade steht die Orgel aus dem Jahr 1905, gebaut von Carlo Vegezzi Bossi. Das Instrument wurde im Laufe der Zeit restauriert und neu gestaltet. Im Jahre 1968 wurde es von Leonardo Consoli und von 2001 bis 2004 von dem Orgelbauer Continiello restauriert, der das hölzerne Gehäuse von Paolo Tritto beseitigt und den neuen Spieltisch eingebaut hat.
Das Instrument mit mechanischer Traktur hat drei Manuale und Pedal. Die Disposition lautet wie folgt:
| I Positivo C–a3  |     |
| Bordone          | 16′ |
| Flauto traverso  | 8′  |
| Voce dulçan      | 8′  |
| Viola Gamba      | 8′  |
| Fugara           | 4′  |
| Flauto armonico  | 4′  |
| Piccolo armonico | 2′  |
| Unda maris       | 8′  |
| Clarinetto       | 8′  |

| II Grand’Organo C–a3 |        |
| Principale           | 16′    |
| Principale diapason  | 8′     |
| Principale dolce     | 8′     |
| Bordone              | 8′     |
| Dulciana             | 8′     |
| Salicionale          | 8′     |
| Quinta               | 5 1⁄3′ |
| Ottava               | 4′     |
| Ottava dolce         | 4′     |
| Flauto camino        | 4′     |
| Duodecima            | 2 ⁄3′  |
| Decimaquinta         | 2′     |
| Ripieno VI           |        |
| Tromba               | 8′     |

| III Espressivo C–a3 |     |
| Controgamba         | 16′ |
| Eufonio             | 8′  |
| Principale eolina   | 8′  |
| Bordone             | 8′  |
| Ottava eolina       | 4′  |
| Flauto              | 4′  |
| Ottavina            | 2′  |
| Ripieno IV          |     |
| Viola da Gamba      | 8′  |
| Concerto Viole III  |     |
| Voce Eterea         | 8′  |
| Oboe                | 8′  |
| Voce corale         | 8′  |

| Pedale C–f1  |     |
| Contrabbasso | 16′ |
| Violone      | 16′ |
| Subbasso     | 16′ |
| Ottava       | 8′  |
| Bordone      | 8′  |
| Violoncello  | 8′  |
| Ottava       | 4′  |
| Bombarda     | 16′ |